# Cynoglossum grande
Cynoglossum grande är en strävbladig växtart som beskrevs av David Douglas och Johann Georg Christian Lehmann. Cynoglossum grande ingår i släktet hundtungor, och familjen strävbladiga växter. Inga underarter finns listade i Catalogue of Life.

## Bildgalleri

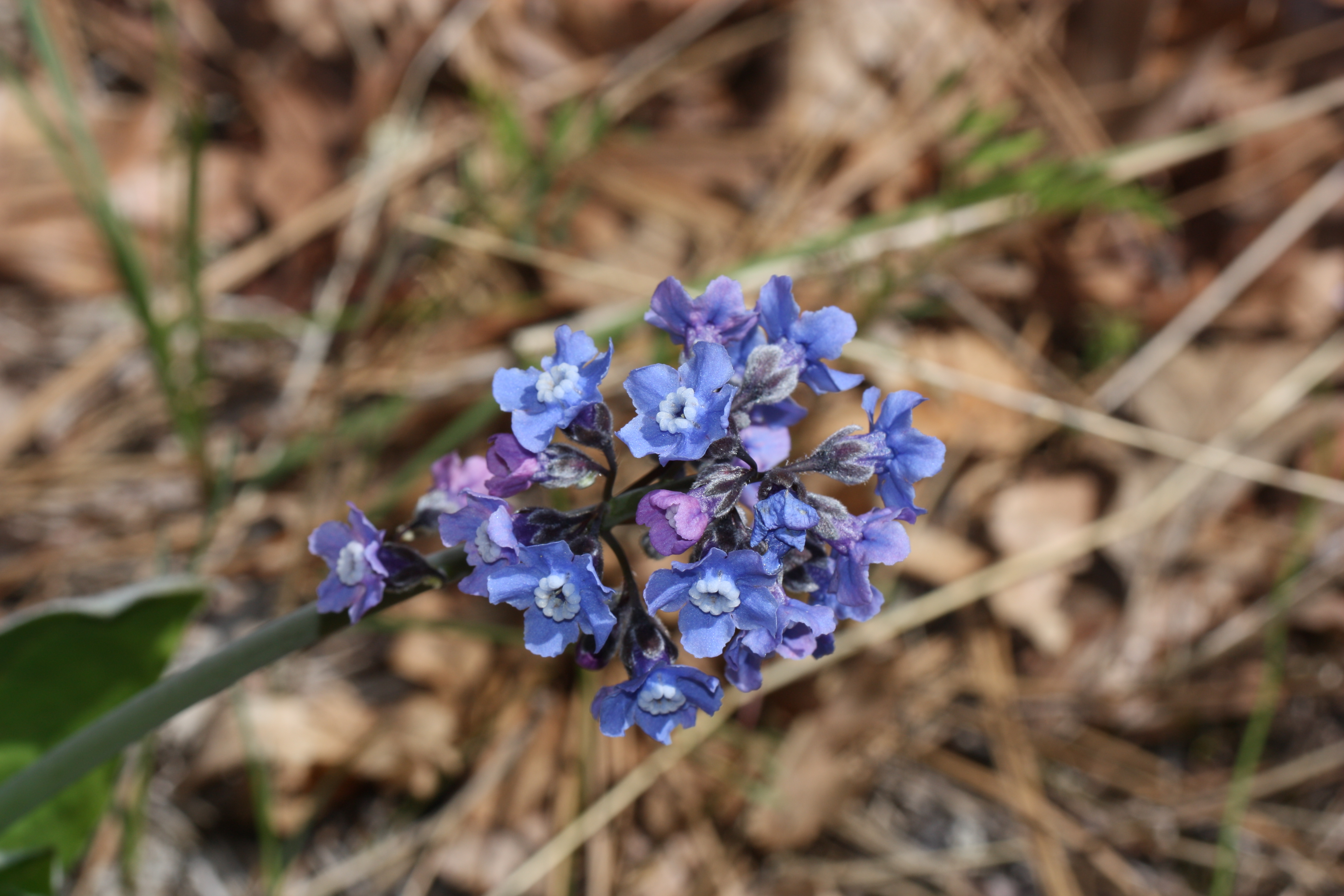
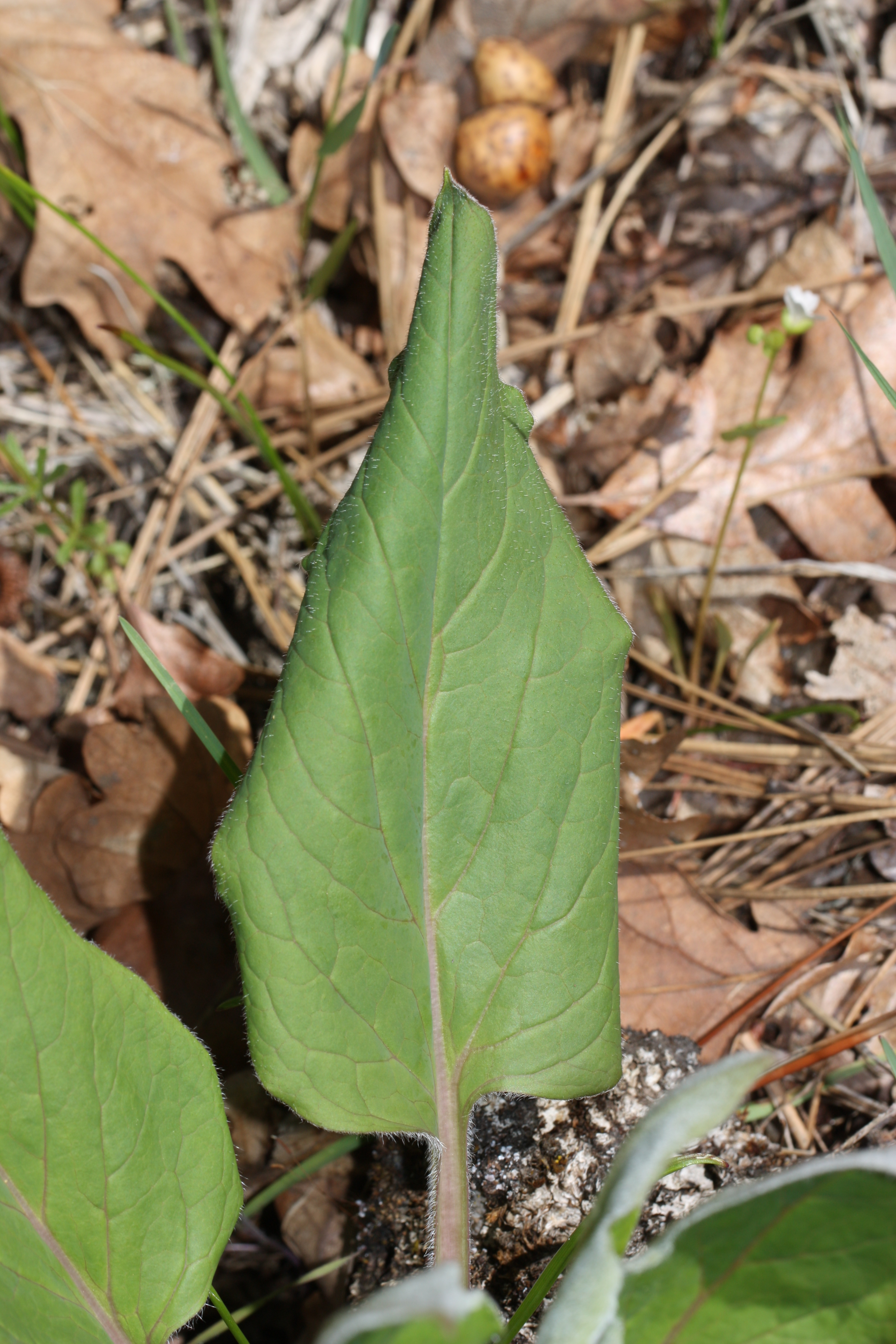
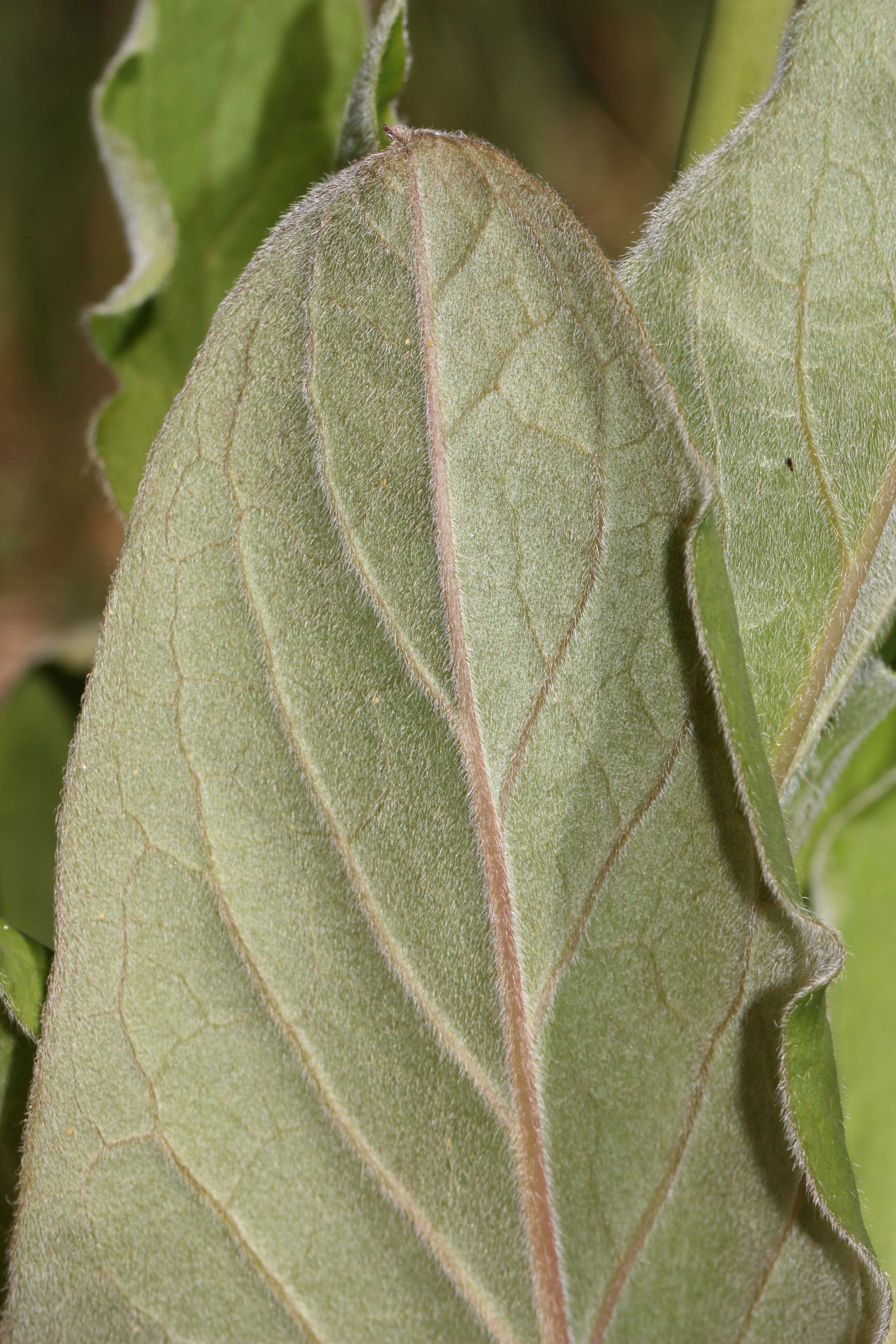
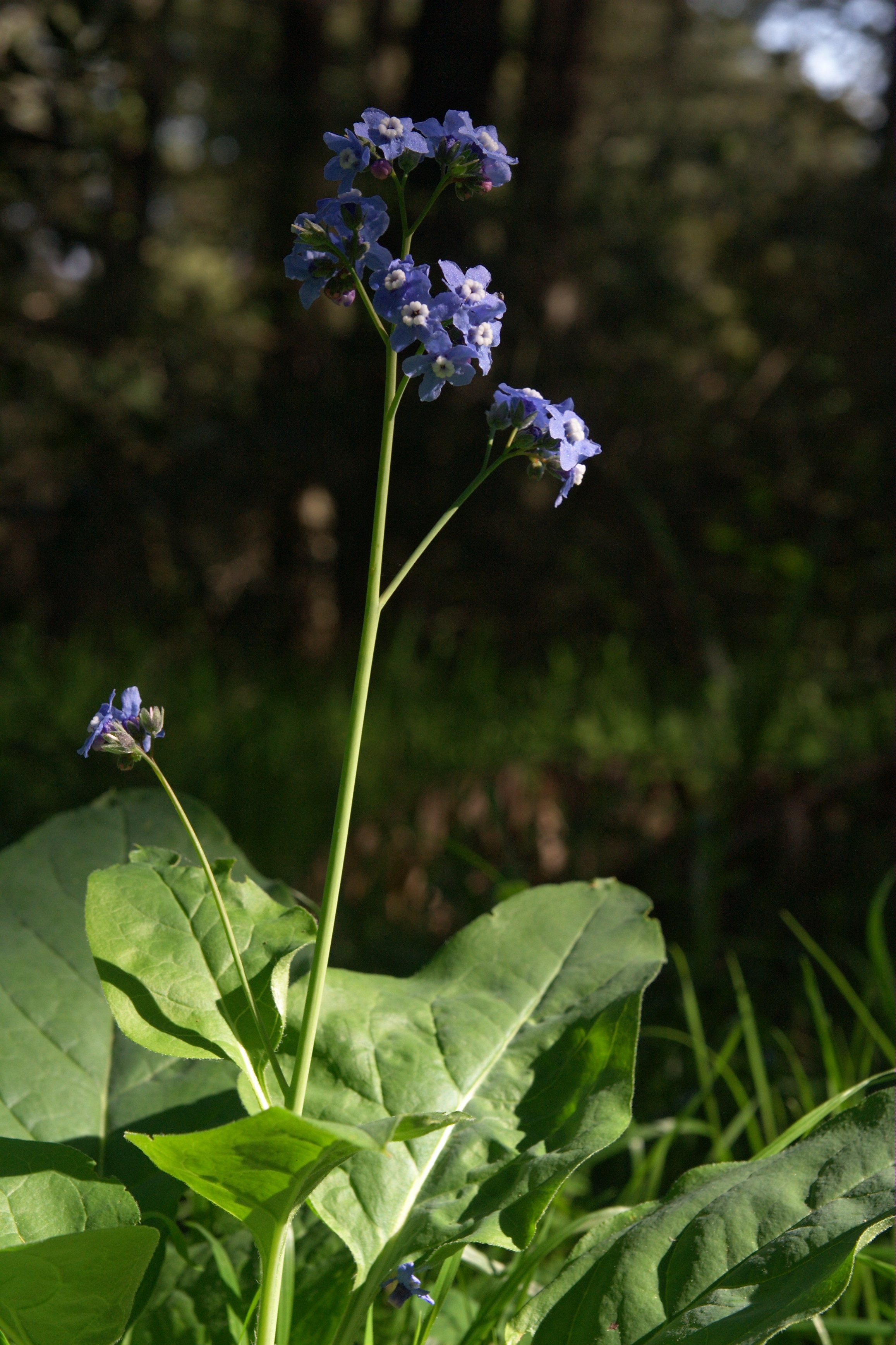
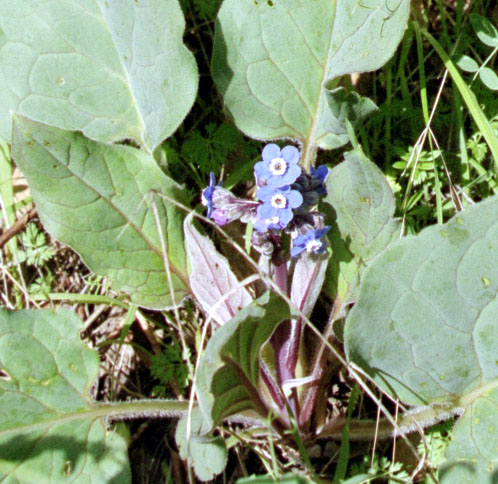
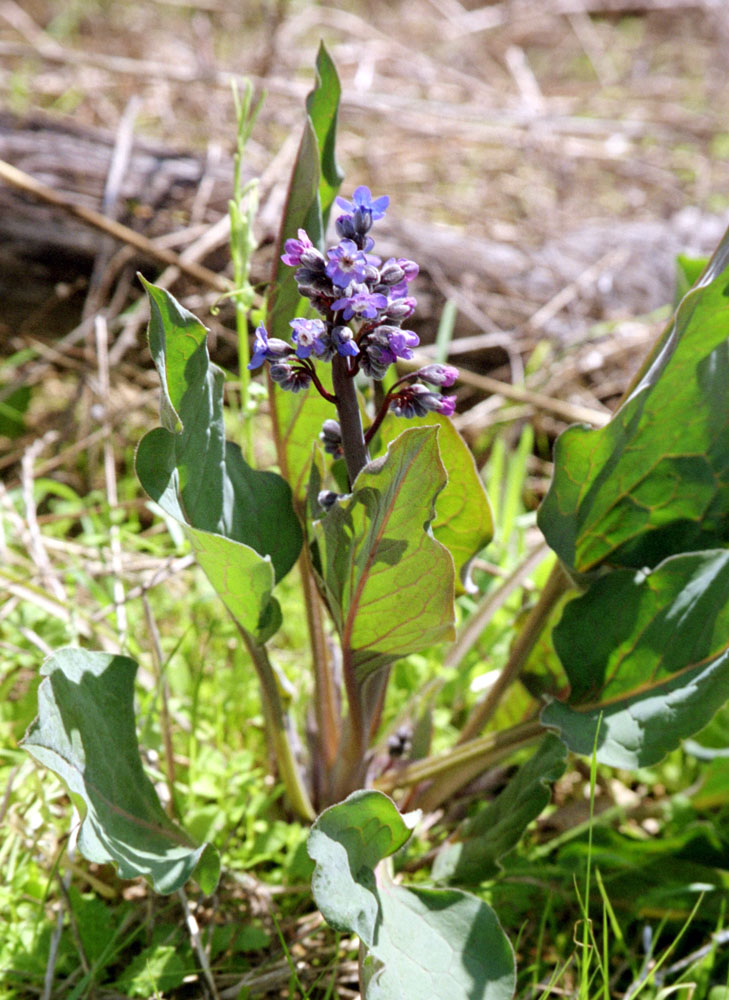